# Nie Haisheng
Nie Haisheng (chinesisch 聶海勝 / 聂海胜, Pinyin Niè Hǎishèng; * 13. Oktober 1964 in Yangdang, Provinz Hubei, Volksrepublik China) ist ein chinesischer Kampfpilot und Raumfahrer.
Er war von Juni 2014 bis November 2021 Kommandant des Raumfahrerkorps der Volksbefreiungsarmee.

## Jugend und Dienst bei der Luftwaffe
Nie Haisheng wurde am 13. Oktober 1964 im Dorf Fanzhuang (樊庄村) der Großgemeinde Yangdang des damaligen Kreises Zaoyang im Norden der Provinz Hubei geboren. Er wuchs zusammen mit fünf älteren Schwestern und zwei jüngeren Brüdern in der Volkskommune Liaoyuan (燎原人民公社) auf;
durch die hohe Kinderzahl und den kargen Boden des von der Kommune bewirtschafteten Gebiets war die Familie sehr arm.
Von 1973 bis 1978, also erst ab dem Alter von acht Jahren, besuchte er die Grundschule von Fanzhuang. Nach dem Ende der Kulturrevolution 1976 waren im Rahmen der Boluan-Fanzheng-Politik Schulgebühren eingeführt worden, andererseits arbeiteten die Volkskommunen damals noch nach dem Arbeitspunkte-Prinzip. Nie Haisheng half schon als Grundschüler am Wochenende und in den Ferien beim Heumachen sowie bei der Weizen- und Baumwollernte mit, um sich das Schulgeld zu verdienen. Nichtsdestotrotz war er ein guter Schüler und insbesondere in Mathematik häufig der Klassenbeste.
Im Jahr 1980, er besuchte gerade die Unterstufe des Gymnasiums, starb sein Vater. Als ältester Mann war nun der 16-Jährige für die Versorgung der Familie verantwortlich. Nie musste zunächst die Schule verlassen, um sich um die Familie zu kümmern. Mit Unterstützung seiner Lehrer nahm er wieder am Schulunterricht teil. 1981 wechselte er für die Oberstufe an das 1. Kreisgymnasium von Zaoyang. Im März 1983, er befand sich kurz vor dem Abitur, tauchten Offiziere der Luftwaffe an der Schule auf, um Piloten zu rekrutieren. Einschließlich Nie Haisheng bestanden sieben Schüler des 1. Kreisgymnasiums die drei Prüfungen – körperliche Tauglichkeit, Allgemeinbildung, politische Zuverlässigkeit – für eine Pilotenlaufbahn. Da Nie beim Abitur auch die nötige Punktzahl erreichte, wurde er im Juni 1983 an der 1. Grundausbildungsschule der Luftwaffe in Changchun aufgenommen.
Im Dezember 1986 trat Nie Haisheng in die Kommunistische Partei Chinas ein,
und im Mai 1987 machte er seinen Abschluss an der mittlerweile umbenannten 1. Pilotenschule Changchun. Anschließend wurde er der Truppe zugeteilt, wo er unter anderem den Abfangjäger Chengdu J-7 flog.
Am 12. Juni 1989 begann er mit Testflügen eines umgearbeiteten einmotorigen Jagdflugzeugs. Am folgenden Tag, dem 13. Juni, ereignete sich bei einem dieser Testflüge ein Unfall. Bei den Laufradschaufeln des Turbokompressors seines Triebwerks ergab sich ein mechanisches Problem, es gab eine kleine Explosion und ihm fiel in gut 4000 m Höhe der Motor aus. Das Flugzeug begann um die Längsachse zu rotieren und in steilem Winkel abzustürzen. Die Kabinentemperatur stieg stark an. Nie Haisheng machte bei der Flugleitstelle Meldung und versuchte, das Flugzeug wieder unter Kontrolle zu bringen, jedoch ohne Erfolg. Daraufhin erteilte ihm die Flugleitstelle die Genehmigung, mit dem Schleudersitz auszusteigen. Nie Haisheng versuchte bis zuletzt, in einen Gleitflug überzugehen und das Flugzeug zur Basis zurückzubringen. Dafür war die Entfernung jedoch zu weit. Etwa 450 m über dem Boden löste er schließlich den Schleudersitz aus. Er verlor das Bewusstsein. Als er wieder zu sich kam, war er in einem Reisfeld gelandet. Das Flugzeug war gut 100 m entfernt in ein kleines Tal gestürzt und in Brand geraten; bald darauf explodierte es. 27 Tage später hatte er sich von den Folgen des Schleudersitz-Ausstiegs erholt und konnte wieder fliegen. Für sein Verhalten während des Unfalls wurde ihm auf Empfehlung des Politkommissars seiner Einheit die Verdienstauszeichnung 3. Grades der Volksbefreiungsarmee (中国人民解放军三等功奖章) verliehen.
Im weiteren Verlauf stieg Nie Haisheng in den Stab seines Geschwaders auf, wo er für die Erstellung der Flugpläne verantwortlich war. Während seiner aktiven Zeit bei der Luftwaffe absolvierte er 1480 unfallfreie Flugstunden, wofür ihm das Tätigkeitsabzeichen Militärluftfahrzeugführer der Stufe I verliehen wurde.

## Dienst im Raumfahrerkorps
1996 begann China, unter den Kampffliegern seines Landes Raumfahrer für das 1992 gestartete bemannte Raumfahrtprogramm zu suchen. Das Auswahlverfahren fand unter strenger Geheimhaltung statt. Nie Haisheng war einer von 60 Piloten, die von den 1506 ursprünglichen Kandidaten in die engere Wahl kamen. Am Ende blieben 14 Kandidaten übrig, die am 5. Januar 1998 als Raumfahrer des neugeschaffenen Raumfahrerkorps der Volksbefreiungsarmee vereidigt wurden, einer davon Nie Haisheng. Bei der Ausbildung fielen ihm insbesondere die Belastungstests in der Humanzentrifuge schwer, wo die Raumfahrer einer g-Kraft vom achtfachen der Erdschwerkraft ausgesetzt werden. In der Kabine der Zentrifuge hat der Raumfahrer in jeder Hand einen Knopf. Mit dem Knopf in der rechten Hand signalisiert er den Betreuern, dass alles in Ordnung ist. Mit dem Knopf in der linken Hand kann er, wenn ihm die Belastung zu viel wird, den Test abbrechen. Das würde jedoch das Ende seiner Raumfahrerlaufbahn bedeuten – im Chinesischen Raumfahrer-Ausbildungszentrum geht man davon aus, dass 8 g die Mindestanforderung darstellen und dass beim Auslösen der Rettungsrakete während des Starts oder einer nicht planmäßig ablaufenden Landung auch größere Beschleunigungen auftreten können. Daher verzichtete Nie Haisheng trotz eines unguten Gefühls darauf, den linken Knopf zu drücken.
Im Anschluss an die Mission Shenzhou 5 2003, wo Nie zusammen mit Yang Liwei und Zhai Zhigang bereits unter den finalen Kandidaten für den Flug gewesen war, wurden aus dem Raumfahrerkorps zunächst zehn Kandidaten ausgewählt und in fünf Zweierteams eingeteilt, die für die folgende Mission immer gemeinsam trainierten.
Die Reihenfolge wurde entsprechend ihren Leistungen festgelegt; die Trainingsbesten hatten die größten Aussichten, mit Shenzhou 6 fliegen zu dürfen. Aus den fünf Gruppen wurden im Juni 2005 drei Gruppen ausgewählt, die besonders auf die Mission vorbereitet wurden:
- Fei Junlong + Nie Haisheng
- Jing Haipeng + Liu Boming
- Wu Jie + Zhai Zhigang

Am 12. Oktober 2005 startete Nie Haisheng schließlich zusammen mit Fei Junlong in den Weltraum. Shenzhou 6 war der zweite bemannte Weltraumflug Chinas. Während der viereinhalbtägigen Mission stiegen die Raumfahrer erstmal in das geräumigere Orbitalmodul des Raumschiffs um, wo sie auch eine Toilette benutzen konnten. Außerdem wurden bei Shenzhou 6 leicht überarbeitete Kabinenanzüge getestet. Im Vergleich zu dem Modell, das Yang Liwei 2003 getragen hatte, waren die Veränderungen an diesen dreilagigen Anzügen (der Außenbordanzug Feitian hat sechs Lagen) nicht besonders groß.
Für Shenzhou 12 2021 und die folgenden Missionen wurden dann jedoch deutlich bequemere Anzüge entwickelt.
Nach der Mission Shenzhou 6 war Nie Haisheng bei Shenzhou 7 (2008) und Shenzhou 9 (2012) Mitglied der Ersatzmannschaft. Im Juli 2011 war er zum Generalmajor befördert worden. Damit war NIe Haisheng beim Flug von Shenzhou 10 im Juni 2013 als Kommandant der dreiköpfigen Mannschaft der erste chinesische General im Weltall.
Zusammen mit Zhang Xiaoguang und Wang Yaping verbrachte Nie Haisheng während der zweiwöchigen Mission fast 12 Tage in dem Raumlabor Tiangong 1.
Während dieser Zeit wurde ein manuelles Andockmanöver geübt. Am 23. Juni 2013 stiegen alle drei Raumfahrer in das Shenzhou-Raumschiff um und koppelten um 00:26 Uhr UTC per Handsteuerung vom Raumlabor ab. Das Raumfahrtkontrollzentrum Peking überprüfte anhand der Telemetriedaten den Zustand von Raumschiff und Raumlabor. Dann steuerte Nie Haisheng das Raumschiff manuell auf das Raumlabor zu, während Zhang Xiaoguang und Wang Yaping die Instrumente im Auge behielten. Um 02:00 berührte das Raumschiff das Raumlabor, sieben Minuten später hatte der Koppelmechanismus die beiden Raumflugkörper wieder fest miteinander verbunden.

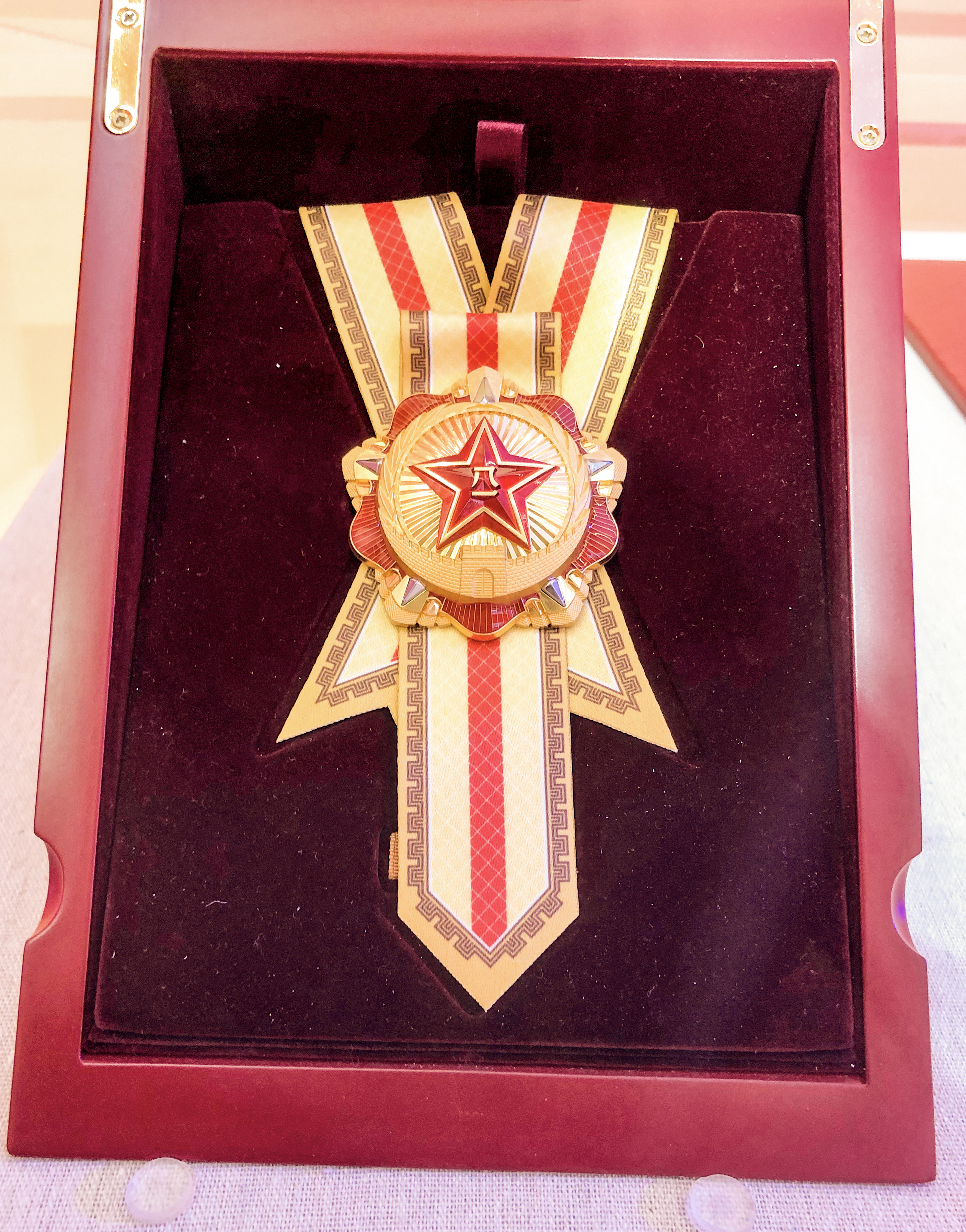
Orden des 1. August

Im Juni 2014 trat Nie Haisheng als ältester der damaligen Raumfahrer die Nachfolge von Fei Junlong als Kommandant des Raumfahrerkorps der Volksbefreiungsarmee an.
Generalmajor Fei blieb jedoch weiterhin aktives Mitglied des Raumfahrerkorps.
Am 17. Juni 2021 flog Nie Haisheng als Kommandant bei der Mission Shenzhou 12 zusammen mit Liu Boming sowie Tang Hongbo von der Auswahlgruppe 2010 als erste Besatzung zur Chinesischen Raumstation. Während seines Aufenthalts auf der Station absolvierte er am 20. August 2021 mit Liu Boming einen knapp sechsstündigen Außenbordeinsatz, wo er, mit den Füßen auf dem mechanischen Arm der Station verankert, eine Kühlpumpeneinheit und eine Werkzeugkiste montierte sowie eine Außenkamera auf einen 20 cm hohen Sockel setzte, um ihr ein besseres Blickfeld zu verschaffen.
Im November 2021, zwei Monate nach seiner Rückkehr von der Mission, gab Nie Haisheng das Amt des Kommandanten des Raumfahrerkorps an seinen zwei Jahre jüngeren Kollegen Jing Haipeng ab, der, wie er selbst, bereits drei Raumflüge absolviert hatte. Nie Haisheng ist jedoch weiterhin aktives Mitglied des Raumfahrerkorps und betreut nun unter anderem die Außenbordeinsätze seiner Kollegen.
Am 27. Juli 2022, wenige Tage vor dem 95. Gründungstag der Volksbefreiungsarmee, verlieh ihm Staatspräsident Xi Jinping in seiner Eigenschaft als Vorsitzender der Zentralen Militärkommission den Orden des 1. August (八一勋章), die höchste militärische Auszeichnung der Volksrepublik China. Seit der Stiftung des Ordens im Jahr 2017 ist er nach Jing Haipeng der zweite Raumfahrer und insgesamt der 13. Träger dieser Auszeichnung.

## Sonstiges
Nie Haisheng ist mit der Militärärztin Nie Jielin (聂捷琳) verheiratet,
1993 wurde ihre Tochter geboren.
Anders als die anderen Pilotenfrauen war Nie Jielin aufgrund der schweren Unfälle auf dem Kosmodrom Xichang am 26. Januar 1995 und 15. Februar 1996 ursprünglich sehr dagegen gewesen, dass ihr Mann den Gestellungsbefehl für die Teilnahme an dem Raumfahrerauswahlverfahren annahm. Erst 2005, als Nie Haisheng intensiv für Shenzhou 6 trainierte, fand sie sich mit der Berufswahl ihres Mannes ab.
Am 15. Dezember 2005 wurde ein Asteroid nach ihm benannt: (9517) Niehaisheng.